# Aristide Tarri
Aristide Tarri, né le 19 octobre 1937 à Ajaccio et mort le 6 novembre 2019 à Saint-Priest-en-Jarez,, est un coureur cycliste français. Ancien professionnel, son palmarès est principalement constitué de courses régionales. Il a terminé cinquième de la Polymultipliée lyonnaise et douzième du Tour de Suisse en 1960.

## Palmarès
- 1959
  - 3e du Circuit boussaquin
- 1960
  - Grand Prix des Foires d'Orval
  - 3e du Circuit d'Auvergne
- 1962
  - 2e du Grand Prix d'Espéraza